# Antitussivum

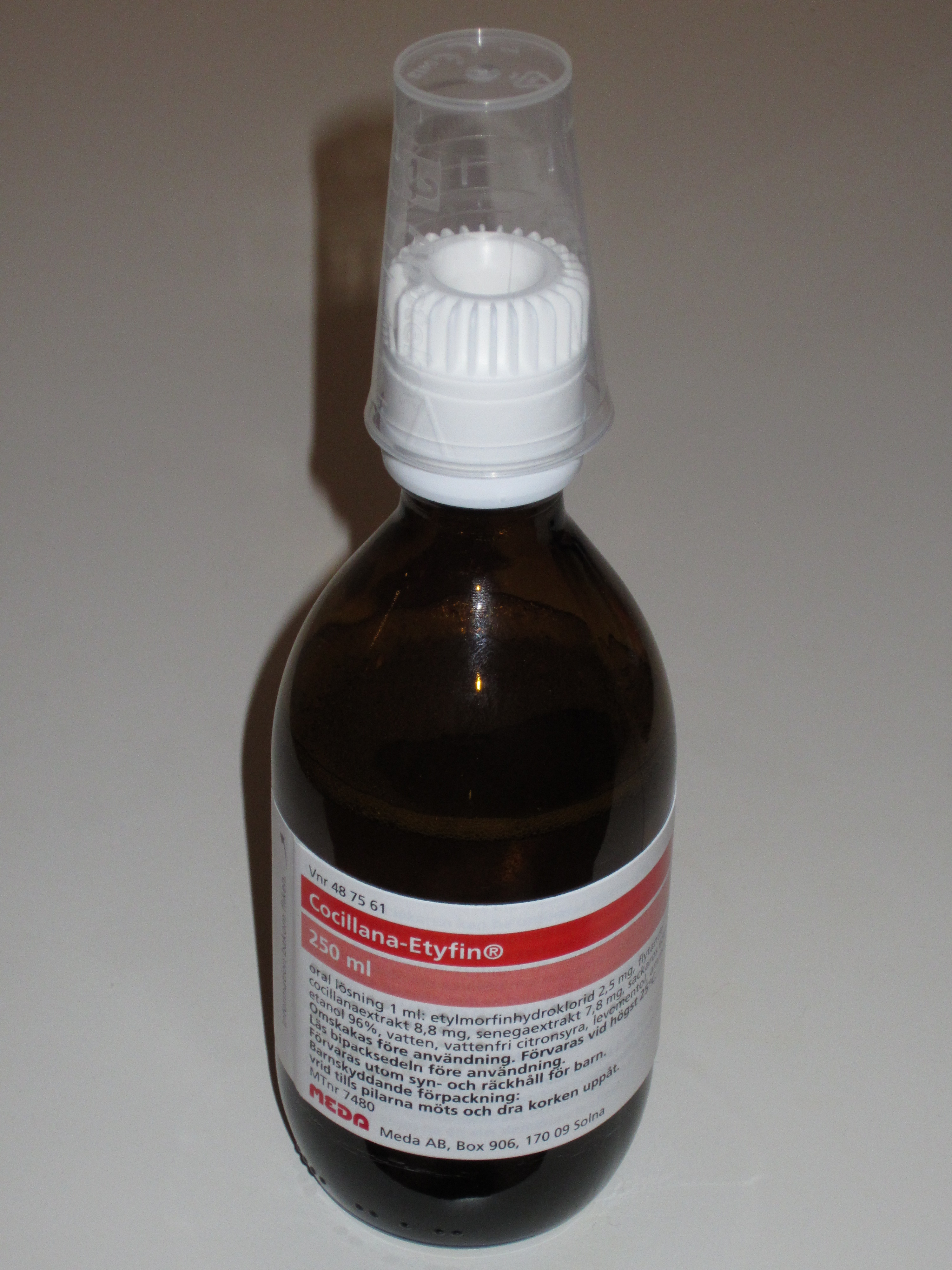
Hustensaft in Braunglasflasche mit Dosierbecher

Ein Antitussivum (von griechisch αντί antí „gegen“ und lateinisch tussire „husten“; Plural: Antitussiva) ist ein Medikament, welches den Hustenreiz unterdrückt (Hustenblocker). Antitussiva werden als Tropfen, Saft, Kapseln oder Tabletten gegeben. Verwendet werden sie bei trockenem Reizhusten ohne Schleimbildung.
Die meisten hustenstillenden Arzneistoffe sind Abkömmlinge der Opiate. Zu ihnen gehören:
- Codein
- Dihydrocodein
- Dextromethorphan
- Hydrocodon
- Normethadon
- Noscapin
- Papaverin
- Pentoxyverin

Diese Substanzen wirken über das Zentralnervensystem und haben neben einem dämpfenden Effekt auf das Hustenzentrum im Stammhirn zumeist noch einen sedierenden Effekt. Teilweise ist die Verschreibung dieser Stoffe durch das Betäubungsmittelgesetz geregelt, da eine Abhängigkeitsgefahr besteht. Diese unterscheidet sich in ihrem Ausmaß beträchtlich zwischen den einzelnen Arzneistoffen. So ist etwa Papaverin praktisch nicht missbrauchsfähig, das Abhängigkeitspotential von Codein, Dihydrocodein und Hydrocodon hingegen hoch. Ursprünglich wurde auch Heroin als Antitussivum vermarktet.
Kein Suchtpotential bei einer gleichzeitig fehlenden dämpfenden (sedierenden) Nebenwirkung haben jüngere Substanzen wie Clobutinol und das etwas schwächer wirksame Pentoxyverin. Für Clobutinol-haltige Arzneimittel ordnete das Bundesinstitut für Arzneimittel im Juni 2008 den Widerruf der Zulassung an, da durch die Einnahme in seltenen Fällen Herzrhythmusstörungen auftreten können. Viele Hersteller nahmen ihre Produkte kurz darauf vom Markt.
Weitere antitussive Wirkstoffe sind:
- Levodropropizin
- Benproperin
- Butamirat
- Butetamat
- Clofedanol
- Dropropizin
- Isoaminil
- Natriumdibunat
- Oxeladin
- Pipazetat
- Prenoxdiazin[3] (Markenname Libexin)
- Theobromin

Hustenstillende Medikamente sollten nur bei unproduktivem, trockenem Reizhusten oder vor einer Bronchoskopie eingenommen werden. Eine Kombination mit schleimlösenden Mitteln (Expektorantien) ist zu vermeiden, da der dabei entstehende Schleim sonst nicht abgehustet wird.
Auch Heilpflanzen können einen Hustenreiz lindern. Dazu werden Zubereitungen aus Schleimstoffdrogen eingesetzt, beispielsweise als wässriger Auszug (Tee), wobei die enthaltenen Schleimstoffe die entzündeten Schleimhäute der Atemwege schützend überziehen und reizmildernd auf die dort befindlichen Rezeptoren für Hustenreiz wirken sollen. Pharmazeutisch klassisch verwendete Heilpflanzen sind Eibischwurzel, Lindenblüten, Malvenblüten, Spitzwegerichkraut, Wollblumen, Isländisches Moos, Thymian (nur Thymus vulgaris und Thymus zygis) sowie Pei Pa Koa als Loquat-Sirup, eine Kräuterarznei der traditionellen chinesischen Medizin.